# Podgoritza (município)
Podgoritza ou Podgorica é um município de Montenegro. Sua capital é a cidade de Podgoritza.

## Principais localidades
- Podgoritza - Capital
- Bioche
- Bolesestra
- Krusi
- Bigor
- Gornji Kokoti
- Ubli
- Golubovci
- Mahala
- Tuzi
- Dinosha
- Lijeva Rijeka

## Demografia
De acordo com o censo de 2003 a população do município era composta de:
- Montenegrinos (54,94%)
- Sérvios (25,08%)
- Albaneses (7,94%)
- Muçulmanos por nacionalidade (2,67%)
- Bósnios (1,49%)
- Croatas (0,41%)
- outros (2,08%)
- não declarados (5,40%)